# Simona Muzzioli
Simona Muzzioli (Carpi, província de Mòdena, 21 d'agost de 1973) va ser una ciclista italiana. Del seu palmarès destaca el Campionat nacional en ruta de 1994.

## Palmarès
- 1993
  - 1a al Gran Premi della Liberazione
- 1994
  -  Campiona d'Itàlia en ruta